# Микитівка (Охтирський район)
Микиті́вка — село в Україні, у Тростянецькій міській громаді Охтирського району Сумської області. Населення становить 313 осіб. Колишній орган місцевого самоврядування — Білківська сільська рада.
Після ліквідації Тростянецького району 19 липня 2020 року село увійшло до Охтирського району.

## Географія
Село Микитівка знаходиться на правому березі річки Боромля, вище за течією на відстані 5 км розташоване село Боромля, нижче за течією примикає село Білка, на протилежному березі - село Вовків. По селу протікає кілька пересихаючих струмків з загатами. Поруч проходить залізниця, станція Скрягівка за 2 км.

## Історія
За даними на 1864 рік у казеній слободі Боромлянської волості Охтирського повіту Харківської губернії мешкало 621 особа (302 чоловічої статі та 319 — жіночої), налічувалось 100 дворових господарств, існували православна церква, винокурний та селітряний заводи.
Станом на 1914 рік кількість мешканців зросла до 1121 особи.